# Five Nights at Freddy’s: Sister Location
Five Nights at Freddy’s: Sister Location (Five Nights at Freddy’s: 5) – gra typu survival horror, będąca piątą odsłoną z serii gier Five Nights at Freddy’s. Została stworzona i wydana przez niezależnego dewelopera Scotta Cawthona.Five Nights at Freddy’s: Sister Location. Opowiada o córce Williama Aftona założyciela rodzinnej restauracji misia freedzia.

## Rozwój gry
W kwietniu 2016 r. Scott Cawthon opublikował zwiastun na swojej stronie internetowej, zatytułowany „Five Nights at Freddy’s: Sister Location” przedstawiający animatronika przypominającego klauna, który nosił nazwę „Circus Baby”. Następnie opublikował kilka kolejnych zwiastunów ujawniających różne postacie i informacje dotyczące ich pochodzenia.
Pierwszy zwiastun pojawił się 21 maja 2016 r., pokazując nieznaną lokację oraz nowe animatroniki; Funtime Foxy, Funtime Freddy, Bon-Bon, Ballora oraz Circus Baby.
W sierpniu 2016 r. Twórca opublikował na swojej stronie internetowej zwiastun ze słowami „Cancelled Due to Leaks”, początkowo miało to oznaczać, że sama gra została anulowana z powodu wycieku głosu jednego z animatroników w grze, a mianowicie Ballory. Jednak okazało się, że jest to część fabuły gry, ponieważ po rozjaśnieniu jednej z grafik ze strony Cawthona. znaleziono fikcyjny artykuł informacyjny, omawiający, w jaki sposób lokacja w grze została zamknięta z powodu wycieku.
4 października 2016 r. Scott Cawthon poinformował na forach społeczności Steam, że gra posiada mroczną fabułę i nie jest przeznaczona dla dzieci, powiedział też, że jest niepewny czy powinien wydać grę 7 października 2016 r. czy skupić się na tym, aby historia była bardziej odpowiednia dla młodszych graczy. Ostatecznie Cawthon wydał grę 6 października 2016 roku, bez dostosowywania jej do młodszego odbiorcy. Oficjalna wersja gry została wydana następnego dnia na platformie Steam.
17 października 2016 r. Scott Cawthon ogłosił na swojej stronie internetowej oraz na Steamie, że niekanoniczny tryb rozgrywki „Custom Night”, umożliwiający wybór sztucznej inteligencji animatroników, zostanie dodany do gry w grudniu. Dodatek więc został wydany 1 grudnia 2016 roku
22 grudnia 2016 r. w sklepie Google Play pojawiła się wersja gry dla urządzeń z systemem Android. W App Store dla urządzeń z systemem iOS pojawiła się 3 stycznia 2017 roku. 18 czerwca 2020 roku na Nintendo eShop pojawił się port gry na konsolę Nintendo Switch, na Xbox One, port został wydany 10 lipca 2020 roku, a na PlayStation 4 – 21 lipca 2020 roku.

## Recenzje[8]
| Strona       | Ocena       |
| ------------ | ----------- |
| Metacritic   | 62/100 (PC) |
| GRYOnline.pl | 8.3/10      |
| TechRaptor   | 9.0/10      |
| Destructoid  | 6/10        |
| GameCrate    | 7.5/10      |
| Sirus Gaming | 6/10.0      |
| CGMagazine   | 6/10.0      |